# Christian Joseph Zuber
Christian Joseph Zuber (døbt 11. januar 1736 i København, død 16. september 1802 i Fredericia) var en dansk arkitekt. Han har bl.a. sammen med hofbygmester Nicolas-Henri Jardin genskabt herregården Glorup på Fyn, der er med i Kulturkanonen.

## Biografi
Zuber var søn af hoftømrermester og maskinmester ved Hofteatret Joseph Zuber, der gjorde sig bekendt ved det maskineri, der flyttede Frederik V’s Rytterstatue fra Gjethuset (støberihus) på Kongens Nytorv til sit bestemmelsessted på Amalienborg Plads. Zuber gik i latinskole og besøgte Ingeniørakademiet i Wien i 1758, før han kom til Kunstakademiet i København; her vandt han alle medaljerne og fik praktisk uddannelse som tegner og konduktør hos hofbygmester Nicolas-Henri Jardin.
I sin lærers ånd opførte eller rettere genopførte han herregården Glorup på Fyn for overhofmarskal Adam Gottlob Moltke. Samtidig med fuldførelsen af Glorup fik han i 1765 Akademiets store rejsestipendium, og 1766 tiltrådte han en studierejse til Frankrig og Italien, hvorfra han først vendte tilbage 1772. Efter sin hjemkomst ledede han 1774-77 restaureringen af Århus Domkirke og opførte blandt andet for baron Christian Frederik Güldencrone herregården Moesgaard ved Århus, der betragtes som hans hovedværk. Zuber, der i 1763 var tegnelærer for de kongelige børn, blev i 1766 kongelig bygningsinspektør. Han blev i 1781 udnævnt til hofbygmester; i denne egenskab opførte han biblioteksbygningen mellem den søndre løngang på Christiansborg og Tøjhuset på Slotsholmen i København.
Modgang af forskellig art synes at have bidraget til at sløve hans arbejdskraft. Embedsmæssigt kom Zuber i et, delvis påtvunget, modsætningsforhold til den jævnaldrende arkitekt C.F. Harsdorff, og uden at kunne leve op til konkurrencen fik han den sjældne skæbne, at han efter flere bøder for forsømmelse af sine pligter som hofbygmester blev afskediget i 1789. Sine sidste leveår har han formodentlig tilbragt i Fredericia, hvor hans hustru, Maria Catharina født Granry, døde 1800; selv døde han 16. september 1802.

## Værker
- Ombygning af Glorup (1762-65 og 1773-75 efter udkast af Nicolas-Henri Jardin, fredet)
- Rathlousdal (1769-75, nedrevet 1952)
- Restaurering af Århus Domkirke (1775-78)
- Avlsgårdsanlæg ved Rosenfeldt (1776-77 og den samtidig projekterede nye hovedbygning, ikke opført)
- Herregården Moesgård (1780-84, fredet)
- Anneks til Det Kongelige Bibliotek, Rigsdagsgården 5-9 (1781-88)
- Tegning til henholdsvis Andromedatempel og placering af "familiesøjlen" på Glorup (1781-83, fredet)
- Helsingør Toldkammer og toldbodpakhus (1784 og 1786, begge nedrevet 1891)

### Projekter
- Havepavilloner, Bregentved (ca. 1770)
- Ombygning af domkirken i Aachen (tegning 1776, Aachen Münsterarchiv)